# Arctic Umiaq Line
Arctic Umiaq Line A / S (AUL) або Arctic Umiaq - пасажирська та вантажна судноплавна лінія в Гренландії.  Її назва походить від гренландського слова для традиційних інуїтських пасажирських катерів. Морське сполучення, яке забезпечує Arctic Umiaq, є порятунком для всієї західної та південно-західної Гренландії.  
Це дочірня компанія Royal Arctic Line. 

## Історія

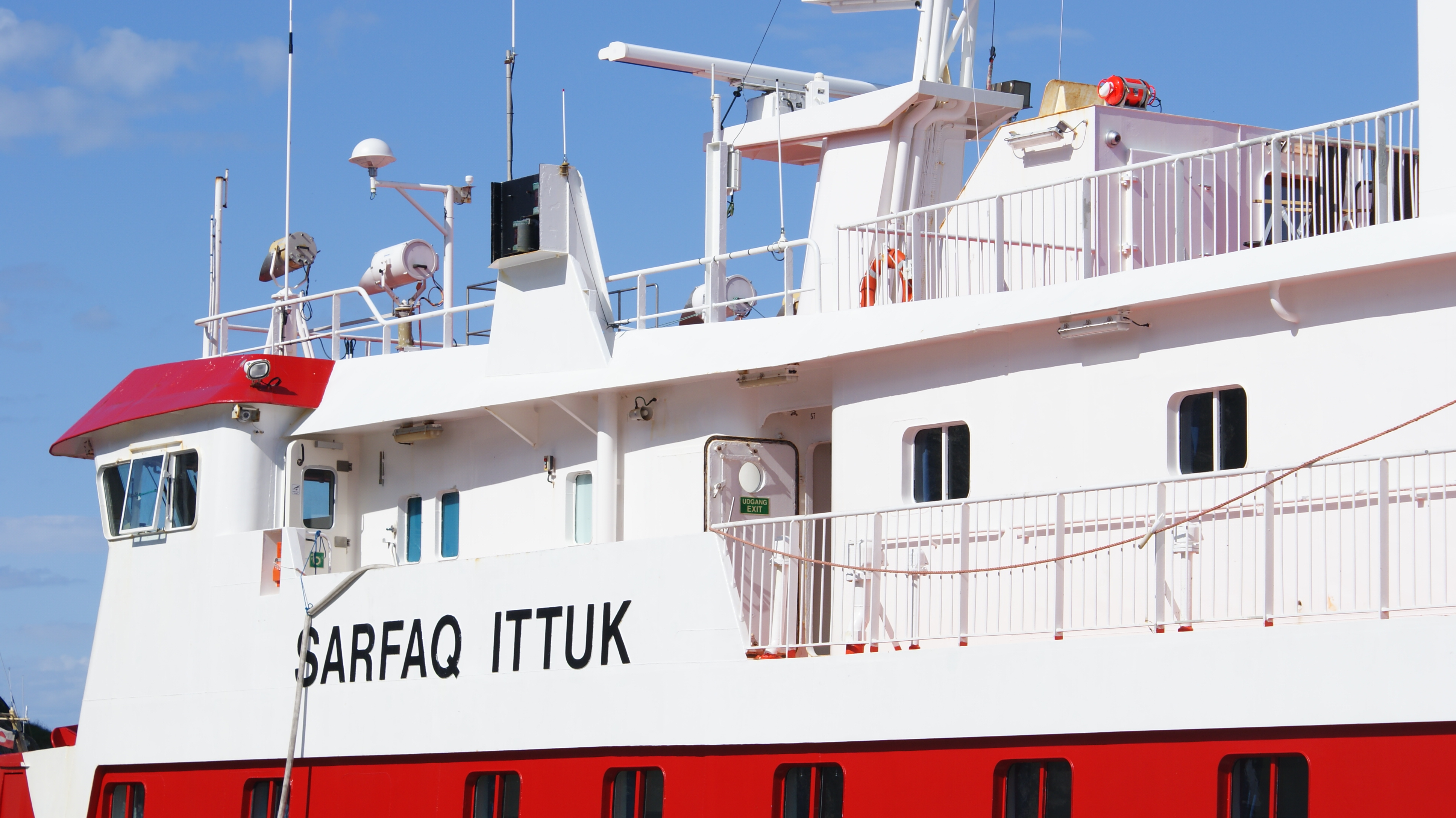
Sarfaq Ittuk пришвартований в порту Ілуліссат

Лінія Arctic Umiaq була заснована в 2006 році.  Як і багато гренландських компаній, вона може простежити свою діяльність за колишніми підрозділами Королівського департаменту торгівлі Гренландії  до передачі її в 1986 році уряду Гренландії.
З 2007 року Arctic Umiaq Line працює з дефіцитом  а генеральний директор Серен Гренхой Андерсен подав позов за безгосподарне управління.  За перші дев'ять місяців 2009 року компанія перевезла менше пасажирів, ніж за аналогічний період попереднього року. 
Місцевий уряд Гренландії продовжує надавати гарантії втрат спільним власникам. У 2011 році це становило 8,1 млн. Датських крон, і Royal Arctic Line оголосив, що гарантії збитків забезпечені до 2016 року.

## Операції

Карта прибережного маршруту Арктичного Уміака

Поромне сполучення працює з кінця квітня до початку січня.  Станом на 2010 рік, на лінії Arctic Umiaq працює 40 людей . Експлуатують одне судно на маршруті Ілулісат - Нарсак уздовж узбережжя західної та південно-західної Гренландії.

### Порти виклику
Sarfaq Ittuk зупиняється у наступних містах на своїй прибережній подорожі (для прикладу вказано приблизний час подорожі на південь): 
| Ім'я              | Широта N     | Час, що минув (години) | Примітки                                                                                   |
| ----------------- | ------------ | ---------------------- | ------------------------------------------------------------------------------------------ |
| Ілуліссат         | 69 ° 13′12 ″ | 0                      |                                                                                            |
| Aasiaat           | 68 ° 42′35 ″ | 04.30                  |                                                                                            |
| Сісіміут          | 66 ° 56′20 ″ | 16.00                  |                                                                                            |
| Кенгаміут         | 65 ° 49′30 ″ | 24.30                  |                                                                                            |
| Maniitsoq         | 65 ° 25′00 ″ | 28.30                  |                                                                                            |
| Нуук              | 64 ° 10′00 ″ | 37.30                  | Найдовша, 2-годинна зупинка                                                                |
| Qeqertarsuatsiaat | 63 ° 05′20 ″ | 47.30                  |                                                                                            |
| Пааміут           | 61 ° 59′40 ″ | 54.30                  |                                                                                            |
| Арсук             | 61 ° 10′30 ″ | 61.15                  |                                                                                            |
| Какорток          | 60 ° 43′20 ″ | 70,00                  | Корабель повертає на північний схід у Какорток, пливучи до Нарсака через фіорд Тунуллярфік |
| Нарсак            | 60 ° 54′44 ″ | 73,00                  | Тільки влітку                                                                              |

До 2008 року влітку ця послуга поширювалася на Нарссарссуак.  :102

## Флот

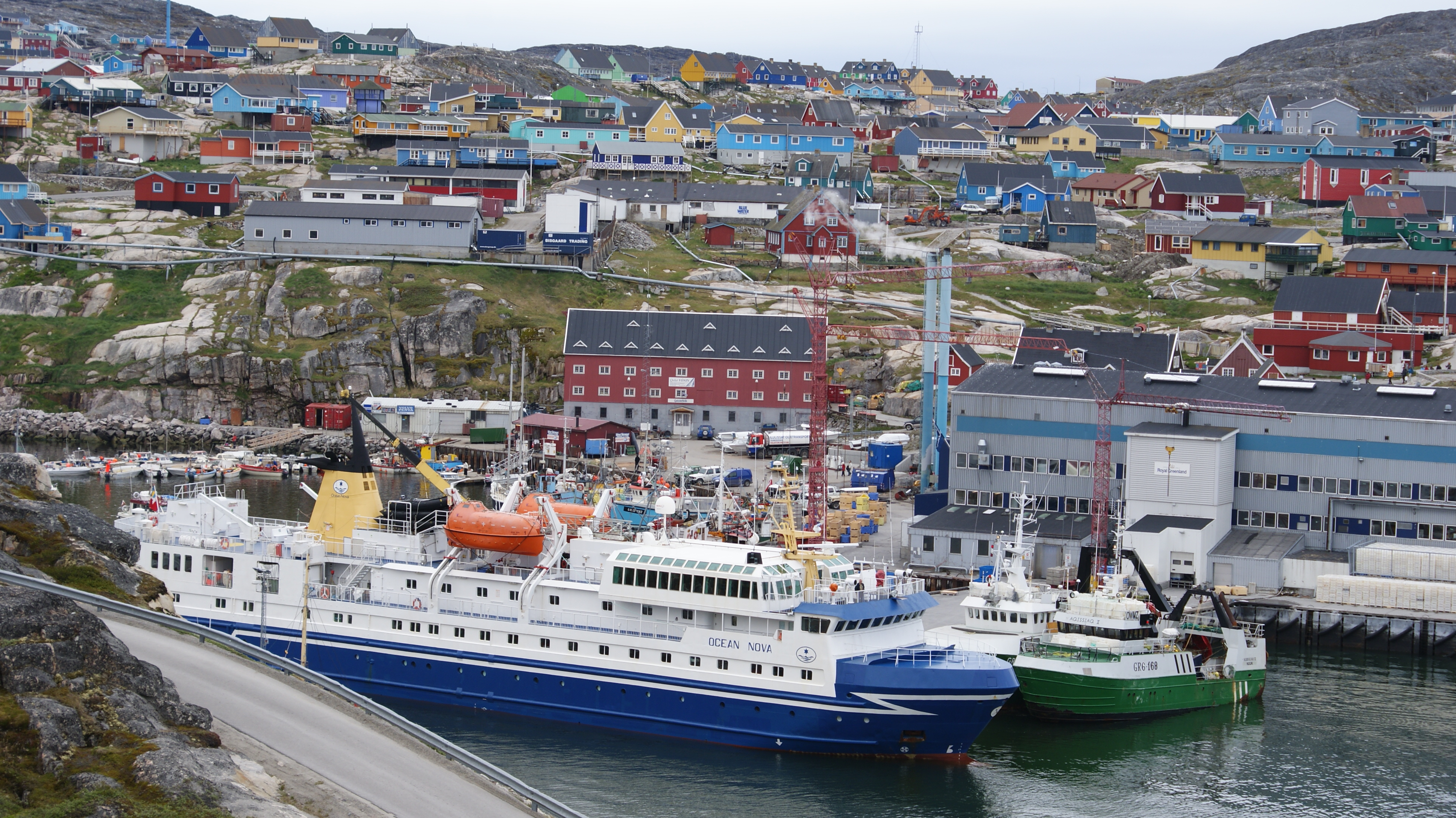
Sarpik Ittuk плаває як M / S Ocean Nova з круїзу Nova.

### Поточний флот
Єдиним кораблем, що експлуатується, є M / S Sarfaq Ittuk ( IMO 8913899 ).  Побудований у 1992 році  згодом він був відремонтований та модернізований у 2000 році на Гданській корабельні у Гданську, Польща . 
Судно має місткість 249 пасажирів, 52 кабіни з 2 ліжками та 145  комунальних (купе або кушетка) ліжок на двох нижніх палубах. 
Він має довжину (загальну) 72,8 м, тоннаж 2118 т і вантажопідйомність (дедвейт) 163 т.

### Колишній флот
M / S Sarpik Ittuk  –  який обслуговував архіпелаг Упернавік, регіон фіорду Уумманнак та затоку Діско   –  був проданий у 2006 році Nova Cruising, компанії з Багамських островів . 
Станом на 2010 рік Затока Діско обслуговується компанією Diskoline за державним контрактом, тоді як транспортні послуги між архіпелагом Упернавік та регіоном фіорду Уумманнак забезпечуються рідкісними вантажними / поромними кораблями Royal Arctic Line. 

## Фотографії

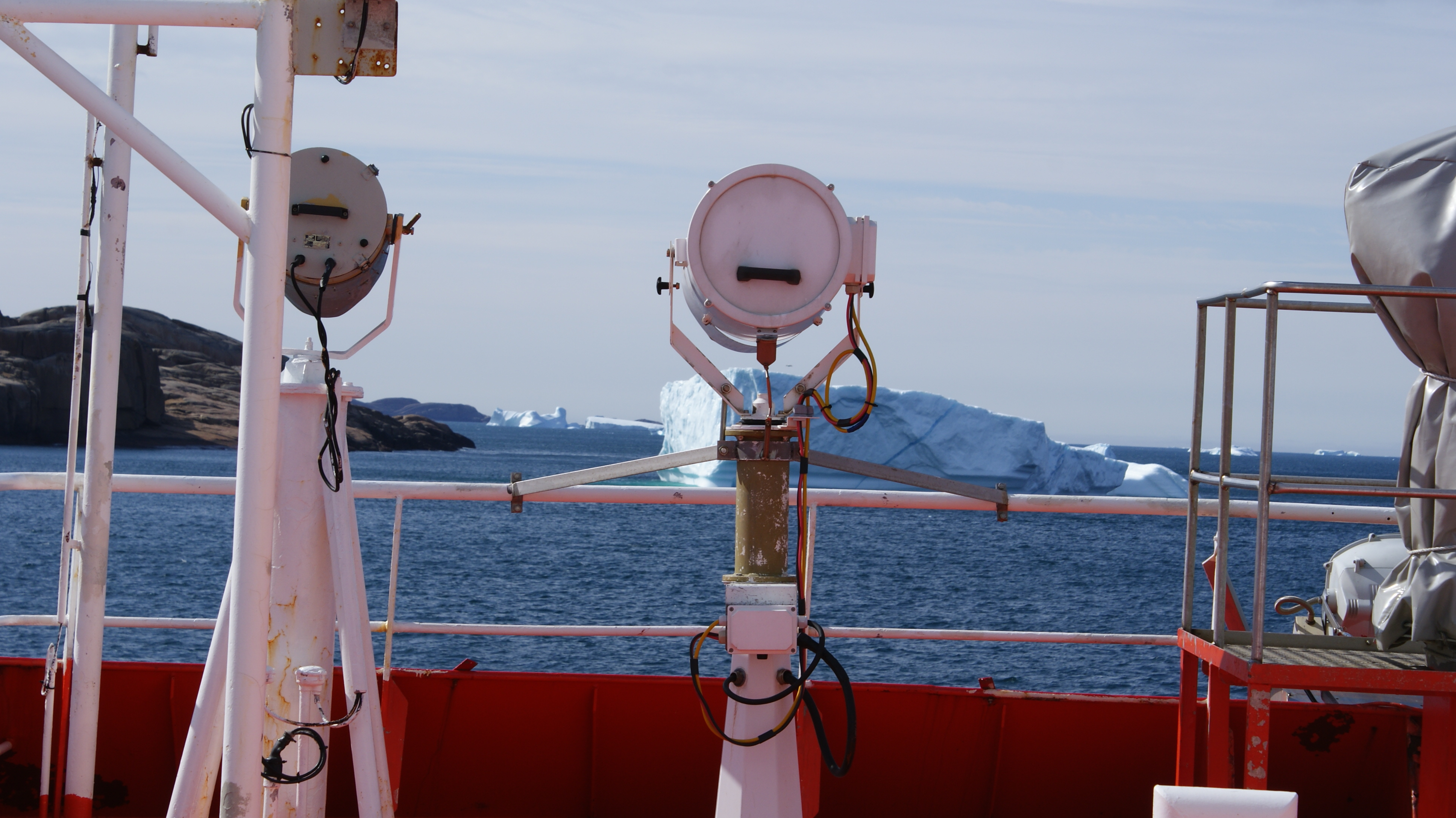
Сарфак Іттук, який рухається між айсбергами на південь від Арсука, в районі Алаанорсуака. Вид з носа.
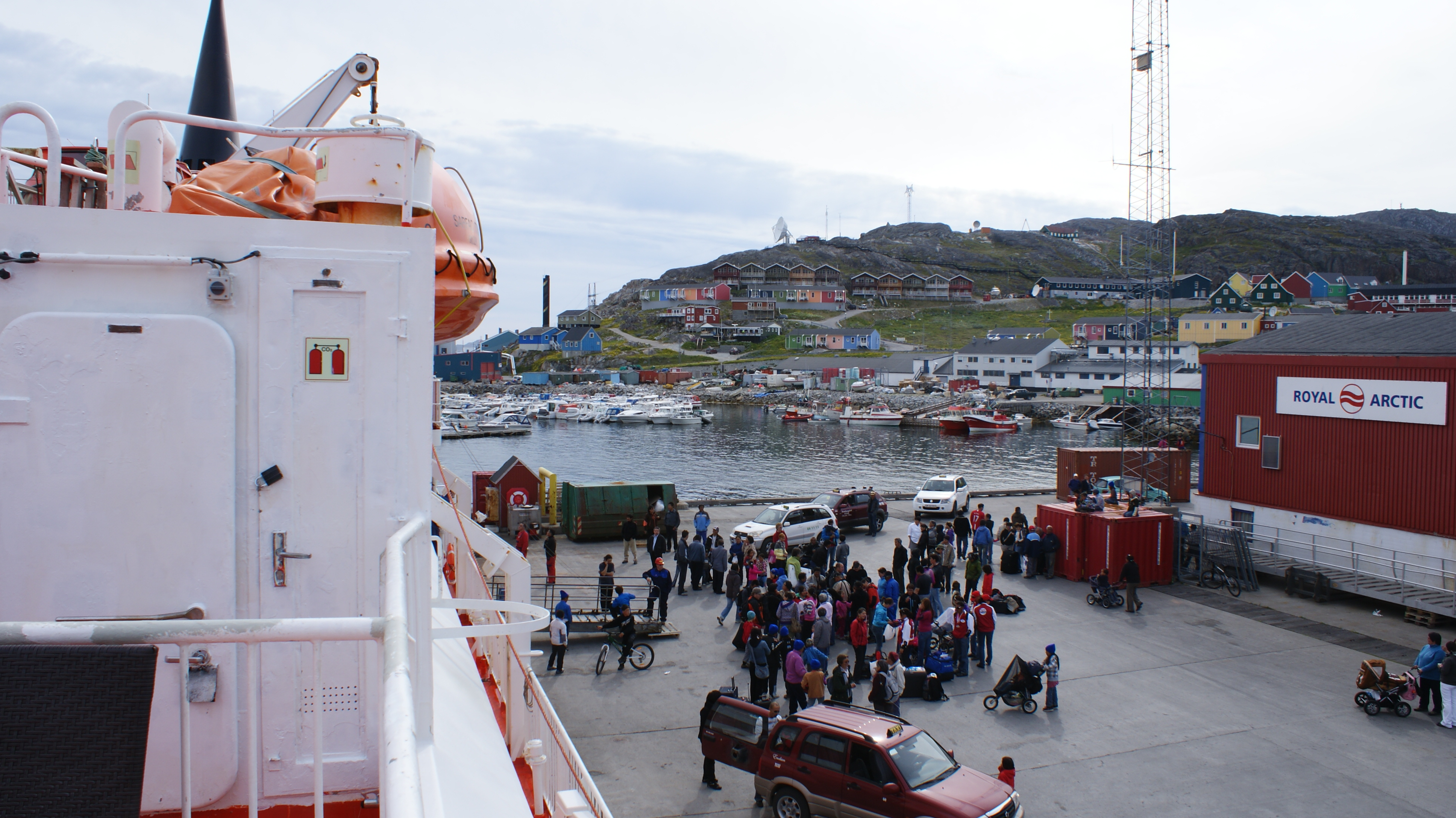
Сарфак Іттук - пасажирський обмін в порту Какорток
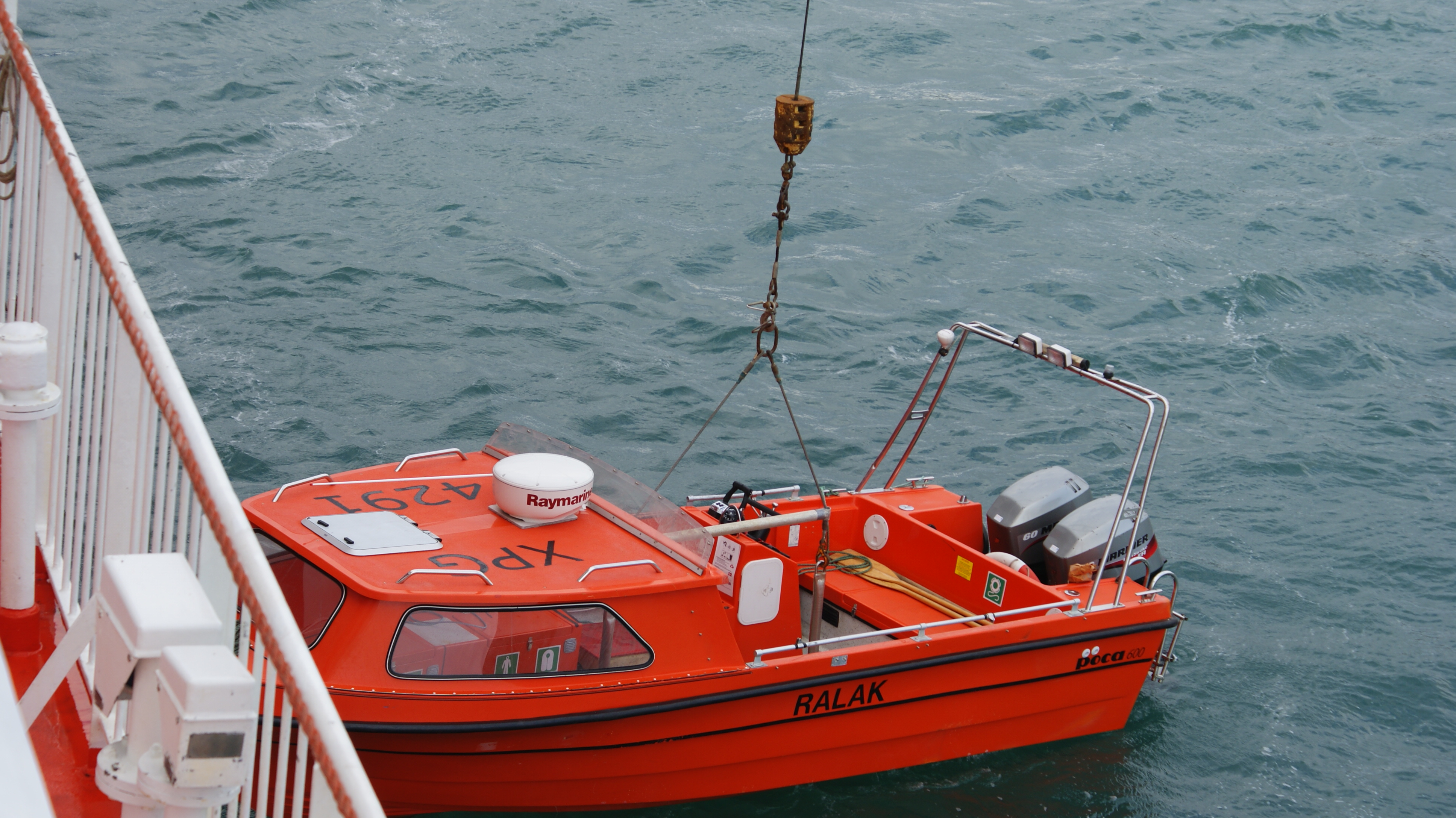
Пором, розгорнутий з Сарфака Іттука в Кангааміут. Селище не має належного порту через обмежені водні шляхи; замість цього пасажири переправляються туди-сюди.
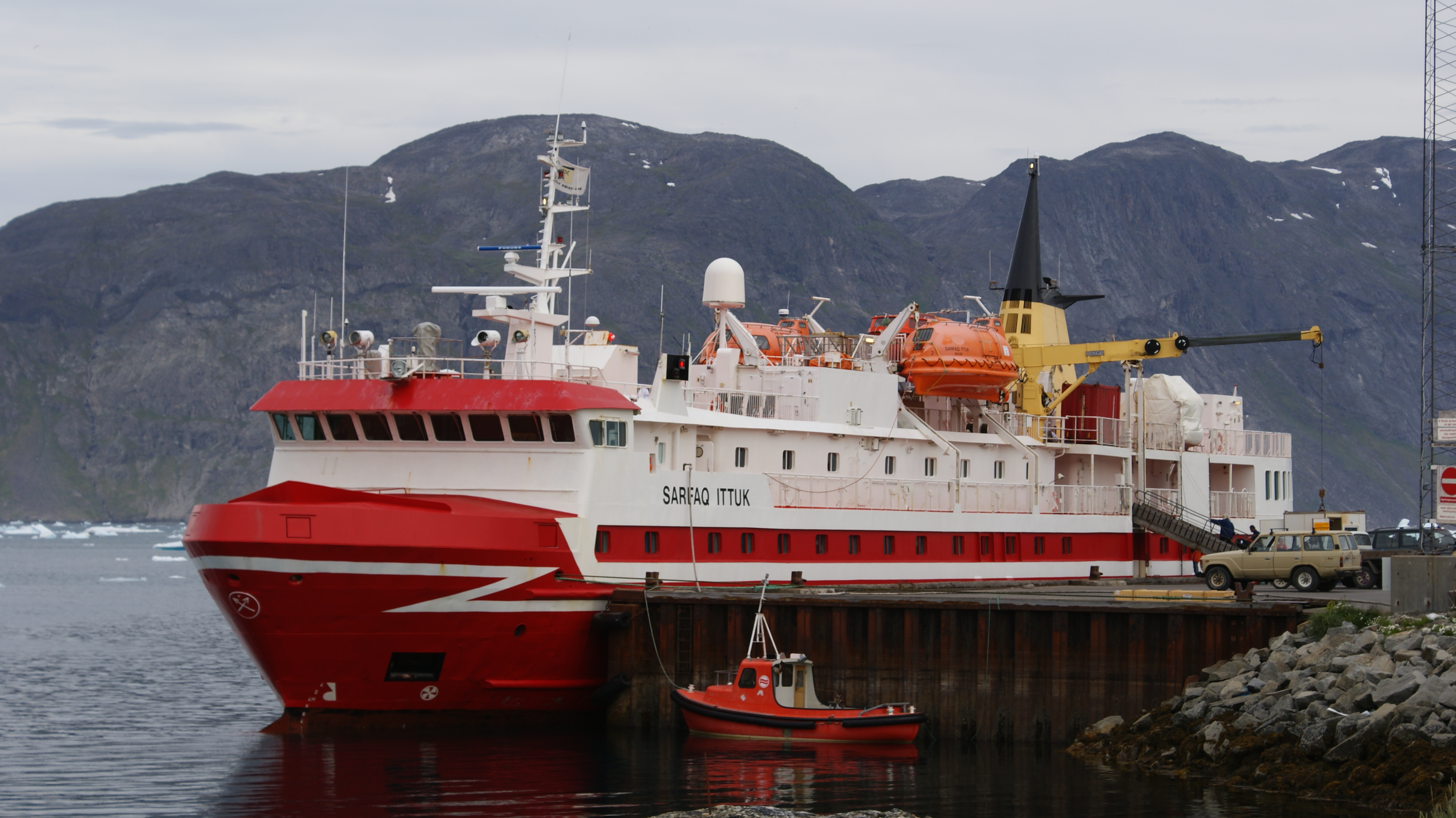
Сарфак Іттук пришвартувався до порту Нарсак